# HMS Zealous (R39)
HMS Zealous fue un destructor Z-class de la Royal Navy construido en 1944 por Cammell Laird. Sirvió en la Segunda Guerra Mundial participando en operaciones tanto en el Mar del Norte como en las costas de Noruega, antes de integrar los convoyes árticos. Finalizada la guerra, pasó otros diez años al servicio de la Royal Navy antes de ser vendido a la Armada de Israel, que lo rebautizó como INS Eilat. También participó en la Guerra del Sinaí de 1956 atacando embarcaciones egipcias y aún se encontraba activo al momento de producirse el estallido de la Guerra de los Seis Días, en 1967. Fue hundido durante dicha contienda por misiles lanzados desde barcos lanzamisiles egipcios, convirtiéndose en el primer buque en ser hundido por misiles en tiempo de guerra. Fue un importante hito en la guerra naval de superficie, y generó un considerable interés a nivel mundial acerca del desarrollo de pequeños y maniobrables barcos lanzamisiles.

## Segunda Guerra Mundial
El Zealous fue uno de los cuatro destructores británicos de la Home Fleet que rescataron a 525 noruegos que habían pasado tres meses escondiéndose de los alemanes en cuevas de las montañas de la isla de Sørøya. El rescate implicó una carrera a 97 km tras las líneas enemigas. Los noruegos fueron transportados al puerto británico de Gourock.
El destructor realizó dos travesías desde el Reino Unido hacia la URSS como parte de los convoyes árticos, trasladando suministros alrededor de la Noruega ocupada hacia la Kola, esquivando submarinos y aviones alemanes.
El 5 de abril de 1945 se vio implicado en un ataque a un convoy mientras ingresaba al fiordo de Jøssing, en la costa de Noruega. Un buque mercante fue hundido y otros dos dañados.

## En la armada israelí

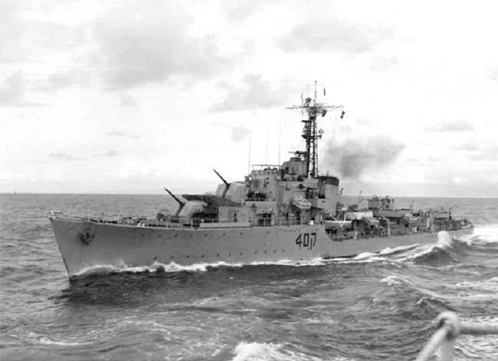
INS Eilat

Entre octubre de 1945 y agosto de 1946, el Zealous sirvió en la 4.ª Flotilla de Destructores como parte de la Home Fleet. Desde 1947 hasta 1950 permaneció en reserva en Devonport. Durante el siguiente año se lo reacondicionó en Cardiff y entre 1953 y 1954 fue transferido de nuevo a la flota de reserva, en Penarth.
En 1955, el Reino Unido vendió el Zealous a Israel, que lo puso en servicio en su marina bajo el nombre de INS Eilat (en honor a la ciudad costera israelí de Eilat, y en reemplazo del anterior Eilat) en julio de 1956.  En la mañana del 31 de octubre, durante la Guerra del Sinaí, el destructor egipcio Ibrahim el Awal (un destructor anteriormente británico de la clase Hunt) bombardeó el puerto de Haifa. Un contraataque encabezado por el destructor francés Kersaint y los israelíes Yaffo y Eilat obligó a la nave egipcia a retirarse hacia Puerto Saíd. Fue entonces atacado desde el aire por dos cazas Dassault Ouragan israelíes y un C-47 británico. La tripulación del Ibrahim el Awal capituló y los israelíes remolcaron el buque capturado hasta Haifa, en donde lo rebautizaron con el mismo nombre.
Durante una patrulla en la madrugada del 12 de julio de 1967, se produjo un enfrentamiento entre el Eilat, junto a dos torpederos israelíes, y dos torpederos egipcios en las cercanías de la costa de Rumani, siendo los dos últimos hundidos.

### Hundimiento
El hundimiento del Eilat tuvo lugar el 21 de octubre de 1967 en aguas internacionales del Mediterráneo, cerca de la costa de Puerto Saíd en el Sinai, tras recibir el impacto de tres misiles antibuque soviéticos P-15 Termit lanzados por barcos misilísticos egipcios. Una nave egipcia de la clase Komar, posicionada en el muelle de Puerto Saíd lanzó dos misiles al destructor hebreo, cuyos radares no detectaron debido a que los disparos fueron efectuados desde dentro de la zona portuaria. El capitán del Eilat ordenó tomar acción evasiva una vez que los misiles fueron avistados, pero el primero perforó al buque israelí por debajo de la línea de flotación a las 17:32. Dos minutos después, el segundo misil impactó, causando más bajas. Mientras el Eilat comenzaba a escorar, la tripulación intentó emprender operaciones de rescate y reparación, así como tratar a los marinos heridos, mientras esperaban la llegada de otros barcos de la Armada israelí para ser rescatados. Sin embargo, una hora más tarde, otro buque egipcio de la clase Komar lanzó otros dos misiles Termit al Eilat. El tercer misil impactó en la mitad del destructor, agravando los daños y generando nuevos incendios, mientras que el cuarto erró el blanco. El Eilat se hundió finalmente dos minutos después. De una tripulación de 199 marinos, 47 fueron muertos y más de un centenar resultaron heridos.

### Consecuencias

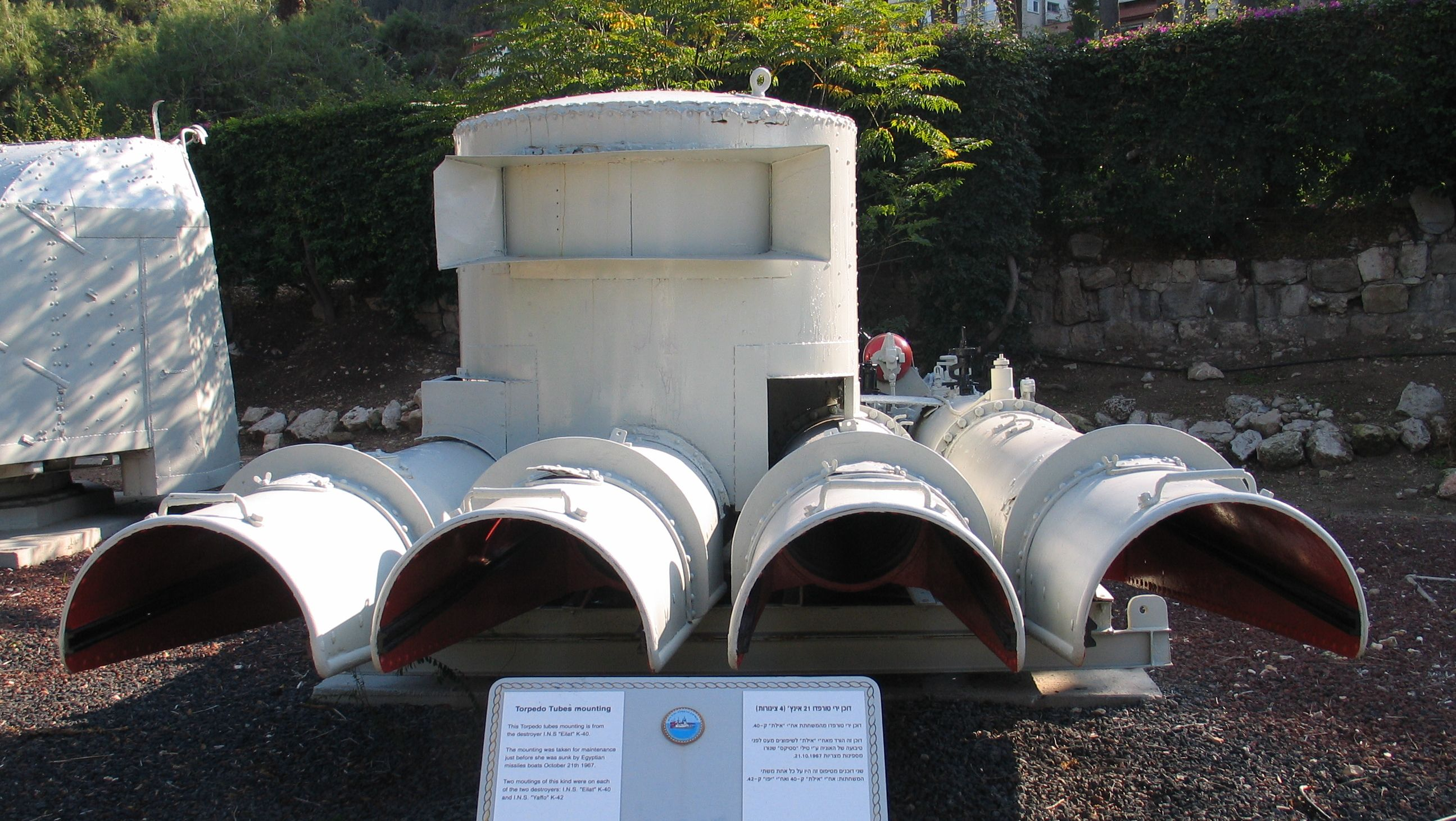
Tubos lanzatorpedos del Eilat

Ocurrido pocos meses después de la aplastante victoria israelí en la guerra de los Seis Días, el hundimiento generó un clima de júbilo en el mundo árabe y los buques misilísticos fueron recibidos por una multitud en Puerto Saíd. En Israel, una muchedumbre enfurecida cruzó al Jefe del Estado Mayor Yitzhak Rabin, y los periódicos exigieron venganza.[cita requerida] Sesenta y siete horas después del ataque, Israel respondió bombardeando la ciudad de Puerto Suez con morteros pesados. Dos de las tres refinerías petroleras de la zona fueron destruidas, quedando la más pequeña intacta. Estas instalaciones producían todo el gas natural destinado a cocción y calefacción en Egipto, así como el 80% de su petróleo. Otras áreas de la ciudad recibieron también fuego israelí. Israel ignoró los pedidos de las Naciones Unidas para un alto al fuego. La URSS envió siete buques de guerra a aguas egipcias a fin de disuadir al Estado hebreo de continuar con sus ataques.

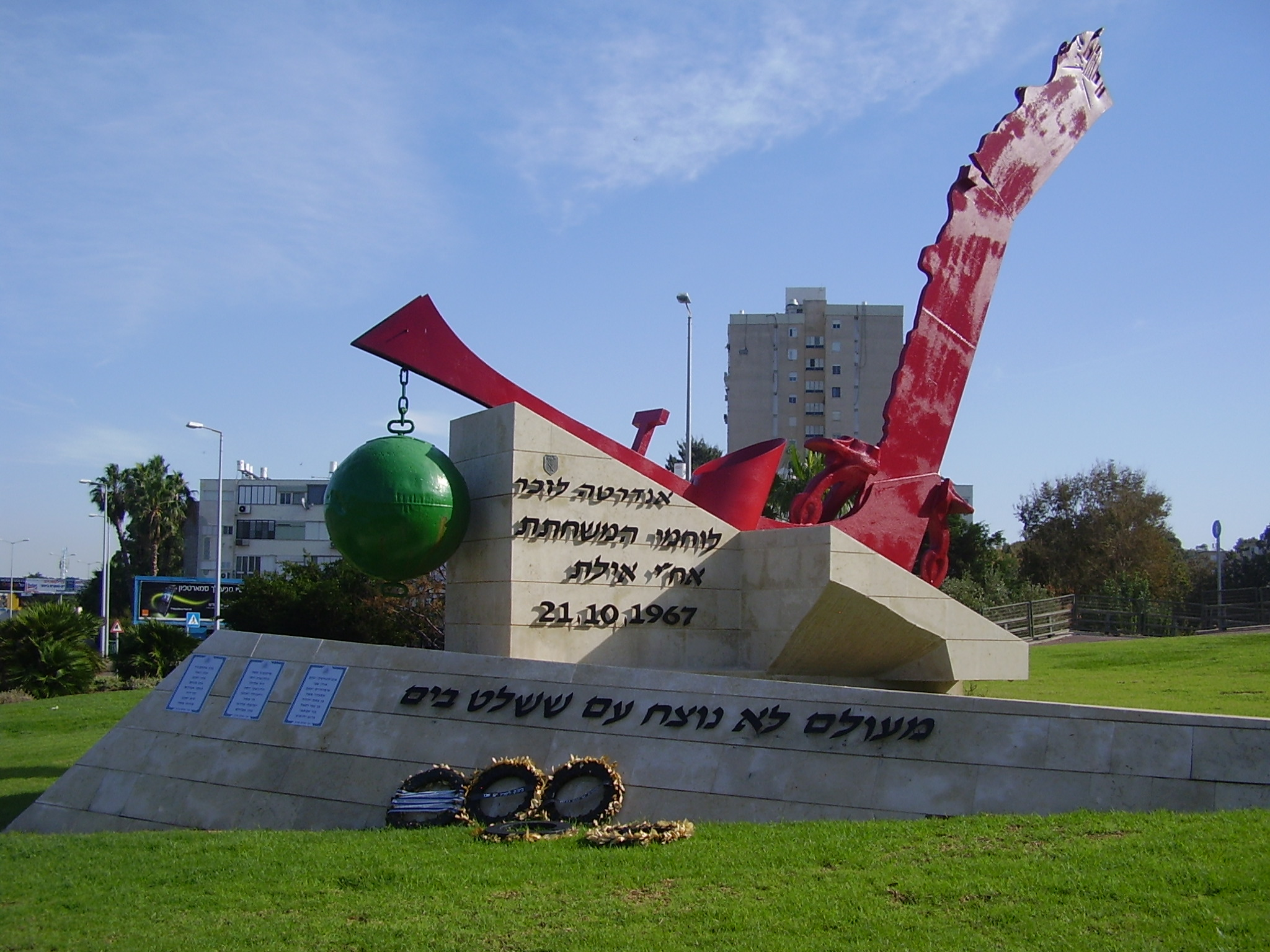
Monumento a las bajas del hundimiento.

El hundimiento del Eilat por misiles superficie-superficie inauguraron una nueva era en el desarrollo de armamento naval, así como en la formulación de la estrategia naval en todo el mundo.[cita requerida] Pese a no haber recibido publicidad en su momento, el hundimiento tuvo un considerable impacto en la Armada de Israel. El país hebreo comenzó a planear diseños de buques influenciados por Alemania, más compatibles con el combate misilístico, principalmente embarcaciones pequeñas y eficientes que pudieran patrullar las costas israelíes y a la vez evadir el rastreo y los misiles enemigos. Este nuevo enfoque probaría ser altamente beneficioso para la Marina israelí durante la guerra de Yom Kipur, en octubre de 1973.
Un conjunto de tubos lanzatorpedos retirados del Eilat antes de su hundimiento se encuentran en exhibición en el Museo Naval y de la Inmigración Clandestina, en Haifa, y un monumento a los caídos, esculpido por Igael Tumarkin, fue erigido afuera de dicho museo.